# Lalmonirhat Sadar
Pour les articles homonymes, voir Lalmonirhat.
Lalmonirhat Sadar est une upazila du Bangladesh dans le district de Lalmonirhat. En 2011, on y dénombrait 333 166 habitants.